# Beinhaus (Pleyben)

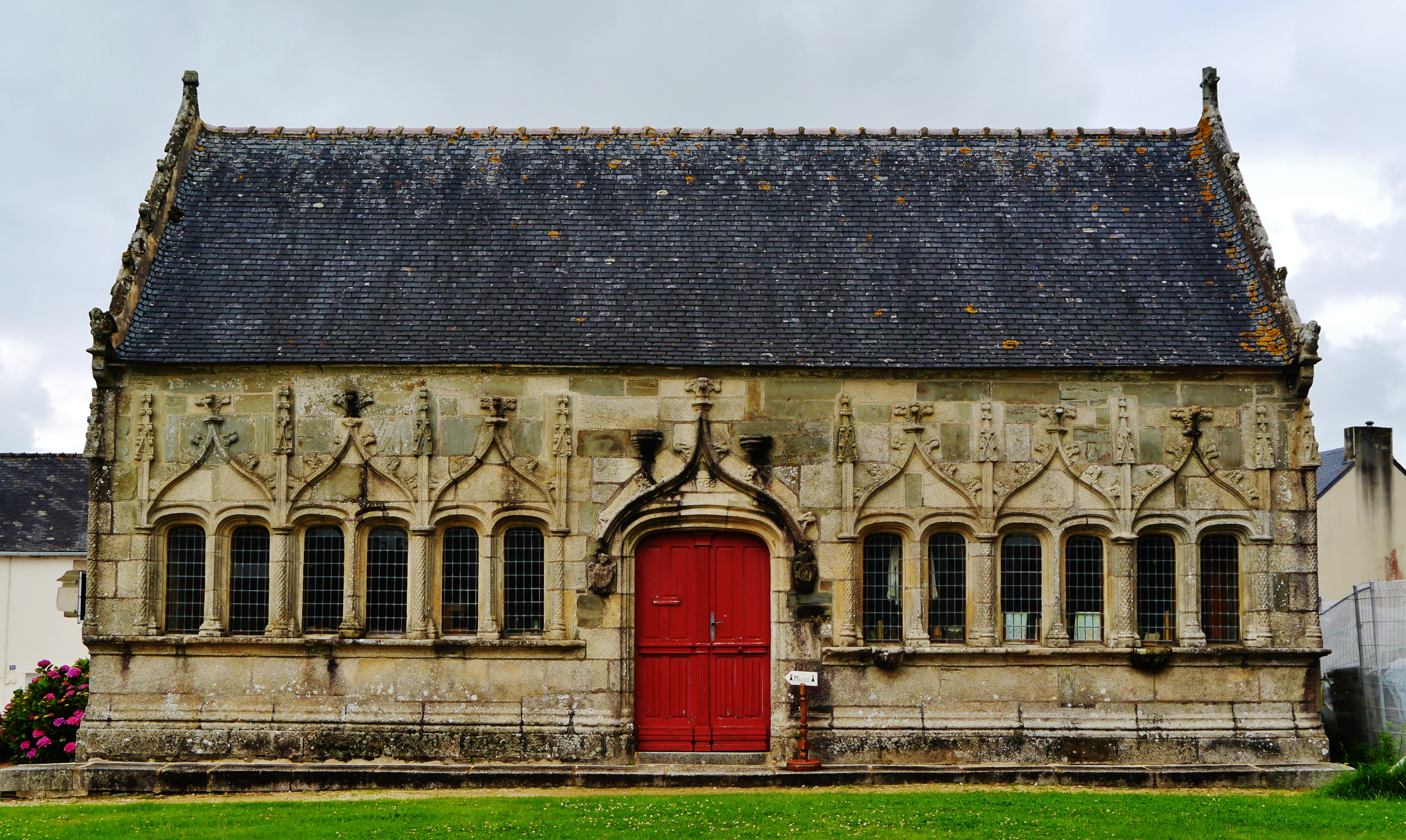
Beinhaus in Pleyben

Das Beinhaus im umfriedeten Pfarrbezirk mt der Kirche St-Germain in Pleyben, einer französischen Gemeinde im Département Finistère in der Region Bretagne, wurde im 15. Jahrhundert errichtet. Im Jahr 1914 wurde das Beinhaus als Monument historique in die Liste der Baudenkmäler in Frankreich aufgenommen.
Das Beinhaus im Stil der Renaissance wurde aus Granit erbaut. Das Dach ist mit rechteckigen Steinplatten gedeckt. An der Hauptfassade sind je sechs Rundbogenfenster rechts und links des Portals zu sehen, die von Säulen flankiert werden. Über dem Portal und über je zwei Fenster schmückt ein Kielbogen die Fassade. 
Im Kielbogen des Portals steht die Jahreszahl 1733, dem Jahr als das Gebäude zur Kapelle umgenutzt wurde. Nachdem das Gebäude im Laufe des 19. Jahrhunderts als Schule genutzt wurde, dient es seit dem 20. Jahrhundert als Heimatmuseum. 